# Pat Kinsella
Pat Kinsella (sinh ngày 8 tháng 11 năm 1943) là một cầu thủ bóng đá người Anh, thi đấu ở vị trí tiền vệ ở Football League cho Tranmere Rovers và Stockport County.